# Národní park Chapada dos Veadeiros
Národní park Chapada dos Veadeiros (portugalsky Parque Nacional da Chapada dos Veadeiros) je národní park v Brazílii, ve spolkovém státě Goiás. Společně s národním parkem Emas je zapsán v seznamu světového přírodního dědictví UNESCO. Park vznikl v roce 1961 a od roku 2017 je jeho rozloha 2405 km².
Park se nachází 250 km severně od hlavního města Brasília; rozprostírá se v regionu Cerrado v nadmořské výšce od 600 m n. m. do 1680 m n. m. Zdejší krajina je součástí rozlehlé náhorní plošiny s mohutnými skalními kaňony, ve kterých tekoucí voda padá přes četné vodopády. Hlavním vodním tokem je řeka Preto protékající parkem směrem severovýchod-jihozápad.
Čtvrtina parku byla v říjnu 2017 zničena požárem, který zřejmě někdo úmyslně založil.

## Fotogalerie

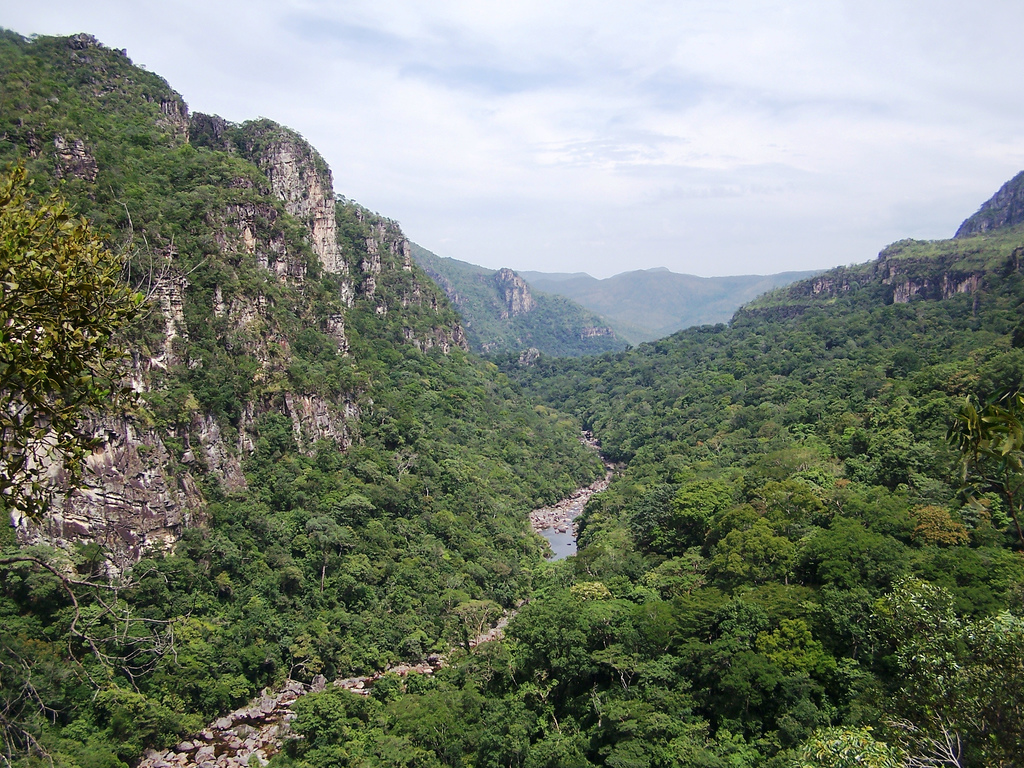
zdejší krajina
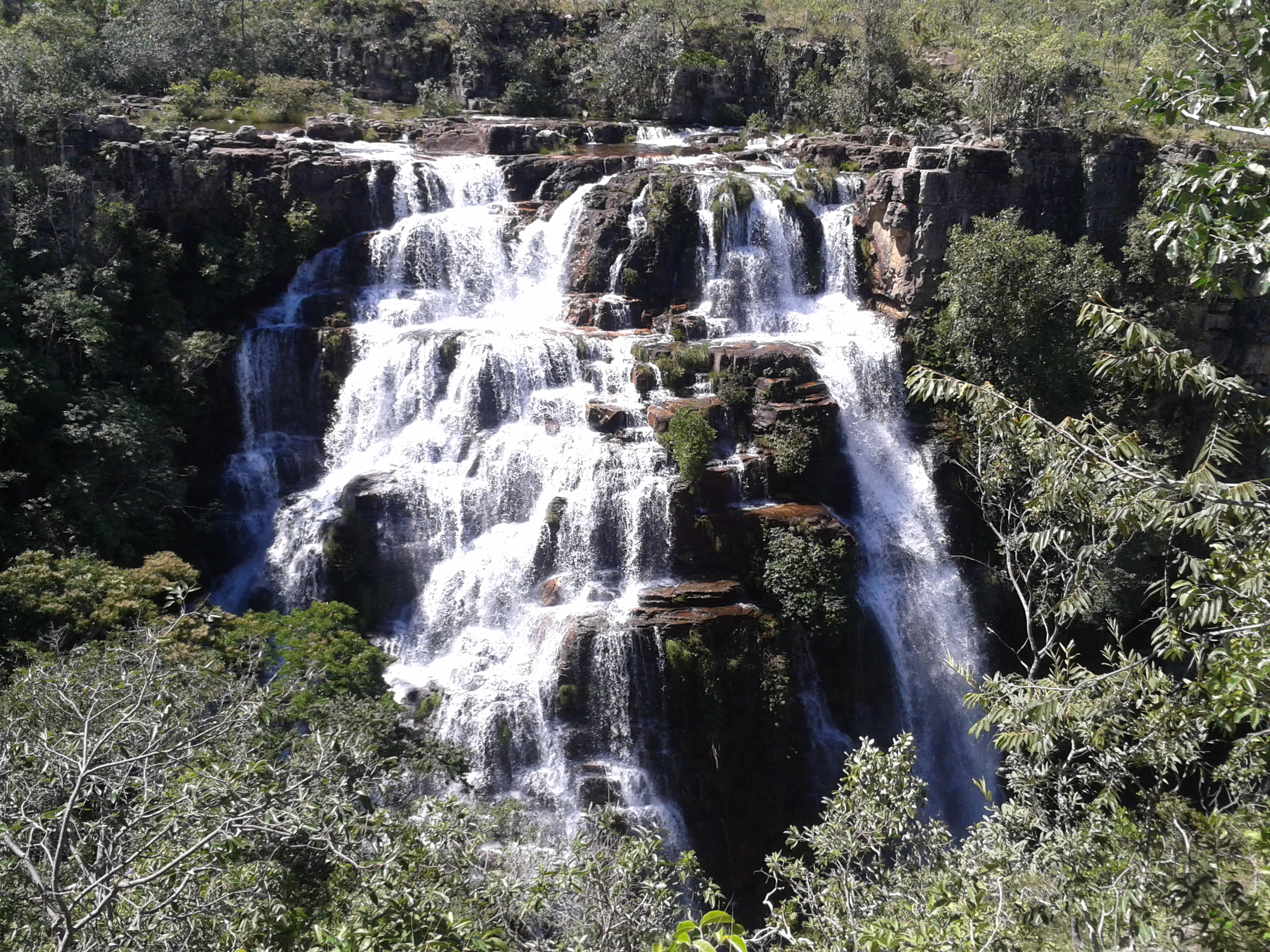
zdejší krajina
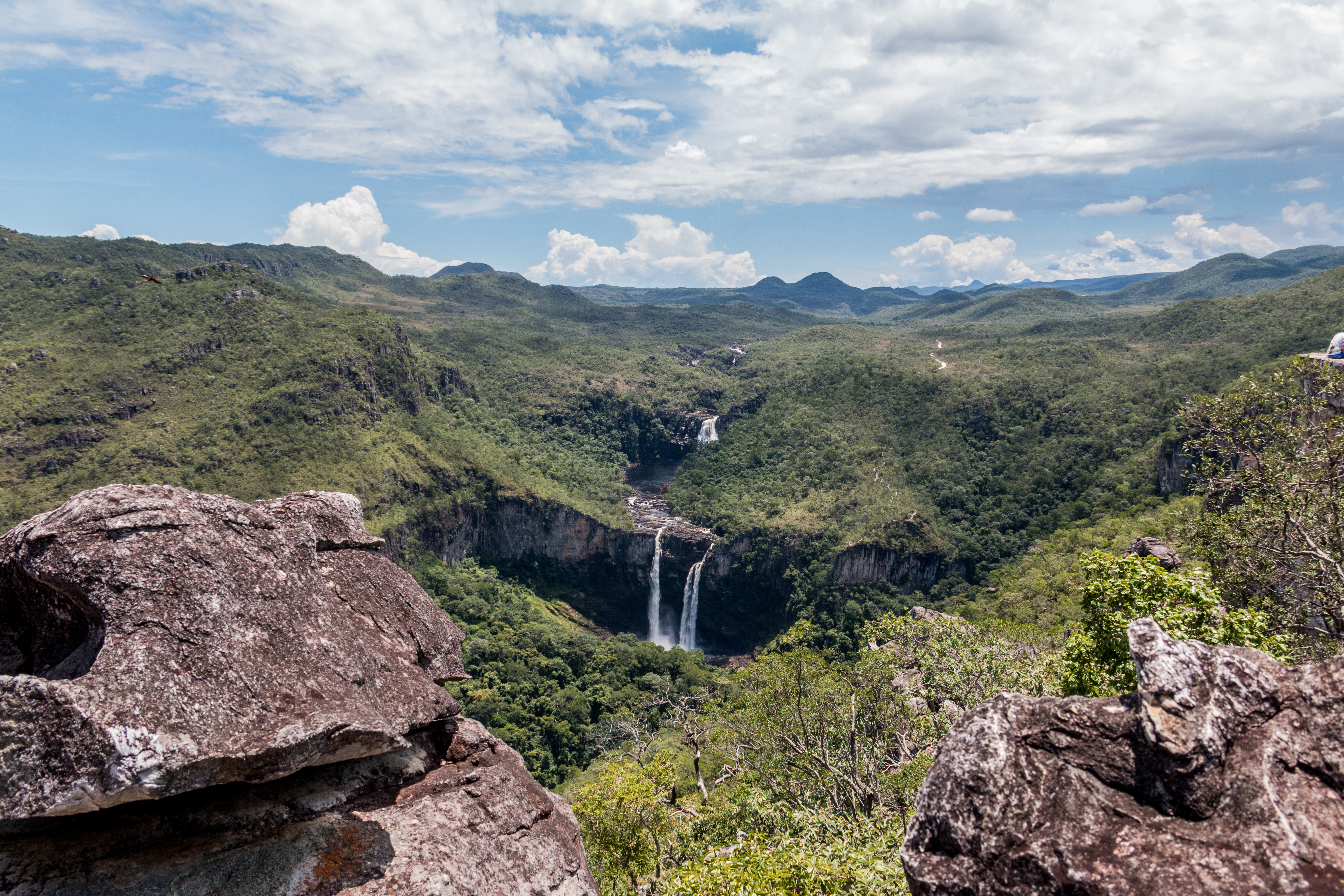
údolí řeky Preto